# Gianni Uccelli
Gianni Uccelli (Parma, 29 gennaio 1937 – Basilicanova, 1º gennaio 2009) è stato un calciatore italiano, di ruolo portiere.

## Carriera
Cresciuto nel Parma, ha disputato tre stagioni a difesa della porta del Carpi in Serie D, poi è ritornato al Parma dove ha disputato otto stagioni di cui quattro in Serie B dove ha esordito il 25 marzo 1962 nella partita Catanzaro-Parma (0-0). Ha poi difeso per tre stagioni la porta della Cremonese.